# Episodi di Casualty (trentunesima stagione)
La trentunesima stagione della serie televisiva Casualty è stata trasmessa in anteprima nel Regno Unito da BBC One tra il 27 agosto 2016 e il 29 luglio 2017.
| nº | Titolo originale                    | Titolo italiano | Prima TV UK       | Prima TV Italia |
| -- | ----------------------------------- | --------------- | ----------------- | --------------- |
| 1  | Too Old for This Shift              |                 | 27 agosto 2016    |                 |
| 2  | Fall on Me                          |                 | 3 settembre 2016  |                 |
| 3  | Strike Three                        |                 | 10 settembre 2016 |                 |
| 4  | Pride Comes Before a Fall           |                 | 17 settembre 2016 |                 |
| 5  | Schoolboy Crush                     |                 | 24 settembre 2016 |                 |
| 6  | Party Pooper                        |                 | 1º ottobre 2016   |                 |
| 7  | Too Much Love Will Kill You         |                 | 8 ottobre 2016    |                 |
| 8  | The Big Day                         |                 | 15 ottobre 2016   |                 |
| 9  | Night of the Loving Dead            |                 | 22 ottobre 2016   |                 |
| 10 | Shock to the System                 |                 | 29 ottobre 2016   |                 |
| 11 | Thirty Years                        |                 | 5 novembre 2016   |                 |
| 12 | About My Mother                     |                 | 12 novembre 2016  |                 |
| 13 | Not in Holby Anymore                |                 | 26 novembre 2016  |                 |
| 14 | All I Want for Christmas Is You     |                 | 3 dicembre 2016   |                 |
| 15 | Bah Humbug                          |                 | 10 dicembre 2016  |                 |
| 16 | New Me, New Year, New You           |                 | 31 dicembre 2016  |                 |
| 17 | What Lurks in the Heart             |                 | 7 gennaio 2017    |                 |
| 18 | Back to School                      |                 | 14 gennaio 2017   |                 |
| 19 | Little Sister                       |                 | 21 gennaio 2017   |                 |
| 20 | Crazy Little Thing Called Love      |                 | 28 gennaio 2017   |                 |
| 21 | The Stag, the Dog and the Sheep     |                 | 4 febbraio 2017   |                 |
| 22 | You Are Your Only Limit             |                 | 11 febbraio 2017  |                 |
| 23 | Binge Britain                       |                 | 18 febbraio 2017  |                 |
| 24 | Slipping Under                      |                 | 25 febbraio 2017  |                 |
| 25 | It Starts with the Shoes            |                 | 4 marzo 2017      |                 |
| 26 | The Good Samaritan                  |                 | 11 marzo 2017     |                 |
| 27 | Mobile                              |                 | 18 marzo 2017     |                 |
| 28 | Five Days                           |                 | 25 marzo 2017     |                 |
| 29 | Sleeping with the Enemy             |                 | 1º aprile 2017    |                 |
| 30 | Child of Mine                       |                 | 8 aprile 2017     |                 |
| 31 | When the Whistle Blows              |                 | 15 aprile 2017    |                 |
| 32 | Reap the Whirlwind (Part 1)         |                 | 22 aprile 2017    |                 |
| 33 | Reap the Whirlwind (Part 2)         |                 | 29 aprile 2017    |                 |
| 34 | Break Point                         |                 | 6 maggio 2017     |                 |
| 35 | End of the Road                     |                 | 20 maggio 2017    |                 |
| 36 | Roadman                             |                 | 3 giugno 2017     |                 |
| 37 | Swift Vengeance Waits               |                 | 10 giugno 2017    |                 |
| 38 | Do Not Stand at My Grave and Weep   |                 | 17 giugno 2017    |                 |
| 39 | It Had to Be You                    |                 | 24 giugno 2017    |                 |
| 40 | War of the Roses                    |                 | 1º luglio 2017    |                 |
| 41 | Man Up                              |                 | 8 luglio 2017     |                 |
| 42 | Somewhere Between Silences (Part 1) |                 | 15 luglio 2017    |                 |
| 43 | Somewhere Between Silences (Part 2) |                 | 22 luglio 2017    |                 |
| 44 | One                                 |                 | 29 luglio 2017    |                 |